# Пым-Ва-Шор
Пым-Ва-Шор (Пымвашор; коми — «ручей горячей воды») — термальное урочище на границе Ненецкого автономного округа и Республики Коми. Расположено в бассейне реки Адзьвы (Большеземельская тундра, юго-восточная часть Ненецкого автономного округа). В 2000 году правительством Архангельской области Пым-Ва-Шор был утверждён в статусе особо охраняемой природной территории. Является самым северным в континентальной части Европы местом, где действуют горячие источники.
После передачи полномочий от Архангельской области положение о памятнике природы регионального значения Пым-Ва-Шор было утверждено Администрацией Ненецкого автономного округа. Режим охраны территории вступил в силу с 1 января 2015 года..

## Описание
Название урочища заимствовано от ручья Пымвашор, расположенного на его территории. Общая площадь ООПТ составляет 2425 гектаров и включает в себя комплекс из восьми минерально-термальных источников, археологические объекты и искусственные сооружения. Общий дебит источников составляет 25-30 л/с. К тёплым относится восемь источников. Их температура — от 20,3 до 28,5 °C. К холодным — 5 карстовых источников. Их температура — от 1,2 до 6 °C. На протяжении всей зимы источники остаются свободными ото льда и снега даже при сильных заморозках, что позволяет некоторым растениям продолжать вегетацию и в зимний период.